# Avon (Alabama)
Avon é uma cidade  localizada no estado americano de Alabama, no Condado de Houston.

## Demografia
Segundo o censo americano de 2000, a sua população era de 466 habitantes. 
Em 2006, foi estimada uma população de 470, um aumento de 4 (0.9%).

## Geografia
De acordo com o United States Census Bureau, a localidade tem uma área de 6,8 km², sem área coberta por água.

## Localidades na vizinhança
O diagrama seguinte representa as localidades ao redor de Avon.